# Colégio Sagrado Coração de Maria (Rio de Janeiro)
O Colégio Sagrado Coração de Maria, antigo Sacré-Coeur de Marie, é uma instituição de ensino particular fundada em 1911, localizada no bairro de Copacabana, na cidade do Rio de Janeiro, Brasil. Faz parte dos colégios de mesmo nome pertencentes ao Instituto das Religiosas do Sagrado Coração de Maria, originário de Béziers, França.

## Alunos ilustres
- Sylvia Telles, cantora;
- Ellen Gracie Northfleet, jurista;
- Regina Casé, atriz;
- Roseana Sarney[1], política e filha do ex-presidente José Sarney;
- Letícia Spiller, atriz;
- Monique Evans, atriz;
- Rosa Magalhães, professora de Bela Artes e carnavalesca;
- Jade Barbosa, atleta olimpíaca;
- Marcelo Lomba, futebolista;
- Anthoni Santoro, treinador da equipe Sub-20 do Botafogo.
- Biro Biro, analista de futebol;
- Amandha Lee, atriz.